# American Institute of Aeronautics and Astronautics
L'American Institute of Aeronautics and Astronautics (AIAA) est une organisation professionnelle œuvrant dans le domaine de l'ingénierie et technologie spatiale et ingénierie aéronautique. Elle a été créée en 1963 par la fusion de l'American Rocket Society (ARS), fondée en 1930, et de l'Institute of Aerospace Sciences (IAS), créé en 1932.  
L'AIAA compte environ 39 000 membres majoritairement natifs ou travaillant aux États-Unis. Elle organise de nombreux congrès spécialisés un peu partout dans le monde.
L'association a formé un grand nombre de « comités techniques » sur des thèmes intéressant ses membres. Elle distribue chaque année plusieurs récompenses à des personnalités ayant effectué des contributions dans le domaine de l'aéronautique et de l'aérospatiale. L'AIAA représente les États-Unis au sein de la Fédération internationale d'astronautique (IAF).

## Publications
L'AIAA a une activité éditoriale avec la publication d'ouvrages de synthèse et de revues périodiques techniques. La plus connue est l’AIAA Journal (en) qui paraît tous les mois. Les autres revues sont :
- Journal of Aerospace Information Systems ;
- Journal of Aircraft ;
- Journal of Guidance, Control, and Dynamics ;
- Journal of Propulsion and Power ;
- Journal of Spacecraft and Rockets ;
- Journal of Thermophysics and Heat Transfer.